# Kenneth Mitchell
Kenneth Alexander Mitchell (Toronto, 25 novembre 1974 – Los Angeles, 24 febbraio 2024) è stato un attore canadese.

## Biografia
Kenneth Mitchell nacque a Toronto il 25 novembre 1974. Frequentò la University of Guelph dove studiò architettura paesaggistica e giocò nella squadra di calcio. Lavorò poi al Kilcoo Camp a Minden Hills, in Ontario, dove scoprì la sua passione per la recitazione.
Nel 2004 Mitchell apparve nel film Miracle con Kurt Russell, nel ruolo del giocatore di hockey Ralph Cox, l'ultimo giocatore ad esser escluso dalla squadra di hockey protagonista del cosiddetto "Miracolo sul ghiaccio".
In seguito recitò nella serie tv della CBS Jericho e in episodi singoli di CSI Miami, Castle, Grey's Anatomy e The Unit. Prese parte al film La regola del sospetto al fianco di Al Pacino.
Partecipò a 15 episodi della serie televisiva Ghost Whisperer nel ruolo di Sam Lucas, l'uomo in cui entra lo spirito di Jim Clancy, il marito appena deceduto di Melinda, che successivamente sarà il 'nuovo' marito.
Dal 2017 interpretò alcuni personaggi nella prima e seconda stagione di Star Trek: Discovery, sesta serie del franchise di Star Trek: i Klingon Kol; Kol-Sha, padre di Kol, e Tenavik. Inoltre nella terza stagione impersonò lo scienziato Aurelio, al servizio della perfida Orioniana Osyraa. Il personaggio fu appositamente creato dai produttori della serie per offrire a Kenneth Mitchell una parte in cui figurasse senza trucco di scena. Per l'occasione venne costruita un'apposita struttura mobile che gli permettesse di interpretare il personaggio senza stare seduto, ma all'altezza degli altri attori.
A febbraio 2020, Mitchell rivelò di soffrire di sclerosi laterale amiotrofica; già dall'ottobre 2019 iniziò a usare la sedia a rotelle. Kenneth Mitchell morì a Los Angeles il 24 febbraio 2024 all'età di 49 anni per le complicazioni dovute alla patologia neurodegenerativa.

## Vita privata
Nel maggio 2006 Mitchell sposò l'attrice Susan May Pratt. La coppia ebbe una figlia (nata nel 2007) e un figlio (nato nel 2012).

## Filmografia parziale

### Cinema
- La regola del sospetto (The Recruit), regia di Roger Donaldson (2003)
- Miracle, regia di Gavin O'Connor (2004)
- Captain Marvel, regia di Anna Boden e Ryan Fleck (2019)

### Televisione
- Leap Years – serie TV, 9 episodi (2001)
- Odyssey 5 – serie TV, 10 episodi (2002)
- Grey's Anatomy – serie TV, episodio 2x15 (2006)
- The Unit – serie TV, un episodio (2006)
- CSI: Miami – serie TV, episodio 4x16 (2006)
- Jericho – serie TV, 27 episodi (2006-2008)
- Flashpoint – serie TV, episodio 1x04 (2008)
- Ghost Whisperer - Presenze (Ghost Whisperer) – serie TV, 15 episodi (2008-2009)
- Meteor - Distruzione finale (Meteor) – serie TV, 2 episodi (2009)
- Senza traccia (Without a Trace) – serie TV, 1 episodio (2009)
- Lie to Me – serie TV, 1 episodio (2010)
- Hawaii Five-0 – serie TV, 1 episodio (2010)
- Law & Order: Los Angeles – serie TV, 1 episodio (2010)
- Detroit 1-8-7 – serie TV, 1 episodio (2010)
- Criminal Minds – serie TV, episodio 6x10 (2010)
- Castle – serie TV, episodio 4x02 (2011)
- The Mentalist – serie TV, episodio 4x10 (2011)
- CSI - Scena del crimine (CSI: Crime Scene Investigation) – serie TV, un episodio (2012)
- NCIS: Los Angeles – serie TV, un episodio (2013)
- Bones – serie TV, un episodio (2013)
- Body of Proof – serie TV, un episodio (2013)
- Haven – serie TV, un episodio (2013)
- Switched at Birth - Al posto tuo (Switched at Birth) – serie TV, 12 episodi (2014)
- NCIS - Unità anticrimine (NCIS) – serie TV, episodio 12x06 (2014)
- The Astronaut Wives Club – serie TV, 10 episodi (2015)
- CSI: Cyber – serie TV, un episodio (2015)
- Code Black – serie TV, un episodio (2016)
- Frequency – serie TV, 6 episodi (2016-2017)
- Star Trek: Discovery – serie TV, 10 episodi (2017-2021)
- Nancy Drew – serie TV, 6 episodi (2019-2020)
- The Old Man – serie TV, 3 episodi (2023)

## Doppiatori italiani
Nelle versioni in italiano delle opere in cui ha recitato, Kenneth Mitchell è stato doppiato da:
- Alberto Angrisano in Jericho, Castle
- Francesco Bulckaen in Ghost Whisperer - Presenze, Bones
- Giorgio Borghetti in Meteor - Distruzione finale, Body of Proof
- Christian Iansante in  Lie to Me, The Astronaut Wives Club
- Gabriele Sabatini in NCIS: Los Angeles, NCIS - Unità anticrimine
- Fabrizio Manfredi in Odyssey 5
- Fabio Boccanera in Miracle
- Enrico Di Troia in The Unit
- Davide Marzi in Private Practice
- Alessandro Quarta in CSI: Miami
- Andrea Lavagnino in Flashpoint
- Alessandro Rossi in Hawaii Five-0
- Patrizio Cigliano in Detroit 1-8-7
- Massimo De Ambrosis in Criminal Minds
- Roberto Certomà in CSI - Scena del crimine
- Maurizio Di Girolamo in Haven
- Stefano Miceli in CSI: Cyber
- Marco Baroni in Code Black
- Stefano Alessandroni in Frequency
- Massimo Rossi in Star Trek: Discovery
- Francesco Sechi in Captain Marvel
- Raffaele Carpentieri in The Old Man